# Distichia (thực vật)
Distichia là một chi thực vật có hoa trong họ Bấc được mô tả năm 1843.
Chi này chỉ có ở Nam Mỹ.
Danh sách loài
- Distichia acicularis Balslev & Laegaard - Ecuador
- Distichia filamentosa Buchenau - Perú, Bolivia, Bắc Chile
- Distichia muscoides Nees & Meyen - Colombia, Ecuador, Perú, Bolivia, Tây Bắc Argentina